# Kinsey Packard
Kinsey Packard (* 17. August 1976 in Santa Barbara, Kalifornien) ist eine US-amerikanische Schauspielerin.

## Leben
Packard wuchs in Santa Barbara, Kalifornien auf und spielte bereits in der Highschool bei Theaterstücken mit. Sie studierte Dramatic Arts an der University of California, Santa Barbara. Für ihr Stück Sexless erhielt sie 1999 den Corwin Award. Über die Theater-Vereinigung Dramatic Women aus Santa Barbara veröffentlichte sie ebenfalls 1999 ihr Stück Screaming in the dark. Außerdem spielte sie mehrere Hauptrollen in der Theatergruppe Genesis West. Es folgten Fernsehrollen in TV-Serien wie Critter Gitters, Scrubs – Die Anfänger, Fastlane und Hidden Hills. Ihre erste Film-Hauptrolle spielte Packard in der Horror-Komödie Infestation – Nur ein toter Käfer ist ein guter Käfer im Jahr 2009.
Packard ist seit 2012 mit dem Schauspieler Charlie Koznick verheiratet, mit dem sie zusammen im Film Nuclear Family spielte.

## Filmografie (Auswahl)

### Filme
- 2006: Girls Gone Psycho
- 2009: Infestation – Nur ein toter Käfer ist ein guter Käfer (Infestation)
- 2010: Circle
- 2010: Mr. Nice
- 2010: Expecting Mary
- 2011: Shuffle
- 2012: Nuclear Family

### Fernsehserien
- 2001: Critter Gitters (4 Episoden)
- 2006: Sleeper Cell (2 Episoden)